# Pamplona (Cajatambo)
Pamplona es una localidad peruana ubicada en el distrito de Manás, perteneciente a la provincia de Cajatambo del departamento de Lima, al centro oeste del Perú. 

## Ubicación
Pamplona se ubica al noroeste de la provincia de Cajatambo, en el distrito de Manás, en el departamento de Lima.

## Demografía
En 2017 Pamplona tenía una población de 31 habitantes y 12 viviendas.
| Gráfica de evolución demográfica de Pamplona entre 1993 y 2017 |
|                                                                |
| Fuentes: Población 1993 y 2017                                 |